# Koskisaari (ö i Norra Österbotten)
Koskisaari är en ö i Finland. Den ligger i sjön Utajärvi och i kommunen Utajärvi i den ekonomiska regionen  Oulunkaari  och landskapet Norra Österbotten, i den centrala delen av landet, 500 km norr om huvudstaden Helsingfors. Öns area är 3,6 hektar och dess största längd är 260 meter i öst-västlig riktning.